# Rezolucja Rady Bezpieczeństwa ONZ nr 1763
Rezolucja Rady Bezpieczeństwa ONZ nr 1763 została przyjęta 29 czerwca 2007 podczas 5711. posiedzenia Rady.
Rezolucja miała charakter niejako tymczasowy - Rada wydając ją chciała dać sobie nieco więcej czasu na podjęcie decyzji co do dalszych losów sił pokojowych stacjonujących na Wybrzeżu Kości Słoniowej. W związku z tym przedłużyła mandat misji UNOCI i towarzyszącego jej kontyngentu wojsk francuskich tylko o niespełna 3 tygodnie, do 16 lipca 2007.  